# Devon Sawa
Pour les articles homonymes, voir Sawa.
Devon Sawa, né le 7 septembre 1978 à Vancouver (Colombie Britannique) est un acteur canadien. Il est notamment connu pour avoir interprété Alex Browning dans le film Destination finale.

## Biographie
Devon Edward Sawa est né le 7 septembre 1978 à Vancouver en Colombie-Britannique au Canada. Il a un frère, Brandon Sawa et une sœur Stéphanie Sawa.

### Vie privée
L'acteur est marié à Dawni Sahanovitch. Ensemble ils ont deux enfants, Hudson Sawa (né en 2014) et Scarlett Heleena Sawa (née en 2016).

## Carrière
Il débute à la télévision en 1992 dans la série L'Odyssée fantastique, il reprendra son rôle lors de deux épisodes en 1994.
En 1993, dans le téléfilm Sherlock Holmes Returns de Kenneth Johnson. Mais c’est l'année suivante que sa carrière va prendre de l’ampleur lorsqu'il tient le rôle de Casper dans le film du même nom au côté de Christina Ricci, avec qui il jouera de nouveau dans le film Souvenirs d'un été
En 1996, il joue à la télévision dans le téléfilm La Nuit du cyclone de Timothy Bond. Il joue ensuite dans les films Pas facile d'être papa de John N. Smith SLC Punk ! de James Merendino en 1998. Il reprendra d'ailleurs son rôle lors du deuxième volet intitulé Punk's Dead : SLC Punk 2 toujours réalisé par James Merendino et sorti en 2015.
Mais c’est en 1999 que sa carrière va enfin redécoller grâce au film La Main qui tue, où il tient le rôle principal. Il enchaîne l'année suivante avec les films Le Coupable et Destination finale, où il joue le rôle d'Alex Browning, un jeune homme qui a une prémonition d'un grave accident d'avion. Le film est un succès au box-office américain. Il réapparaîtra en 2011 dans Destination finale 5, l'avant dernier film de la saga, par le biais d'extraits du premier opus.
Toujours en 2000, il tient le rôle de Stan dans le clip du même nom d’Eminem aux côtés de la chanteuse Dido.
Deux ans plus tard, il tourne dans les films Slackers et The Extremists. L'année d'après il prête sa voix lors d'un épisode de la série d'animation Les nouvelles aventures de Spider-Man.
En 2004, il joue dans Extreme Dating de Lorena David. Puis on ne le revoit qu'en 2006 dans Devil's Den de Jeff Burr. Après une pause de 3 ans, il revient au cinéma dans Creature of darkness de Mark Stouffer.
En 2010, il fait son retour à la télévision en incarnant Owen Elliot, un personnage récurrent puis principal, dans la série télévisée Nikita (jusqu'en 2013), inspirée du film homonyme de Luc Besson. Il joue également en tant que guest dans un épisode de NCIS : Los Angeles.
Après la fin de Nikita en 2013, il est présent au cinéma dans La Résurrection, avant d'enchaîner avec les films A Warden's Ransom et The Exorcism of Molly Hartley, respectivement sorti en 2014 et 2015.
En 2017, il retrouve un rôle principal à la télévision dans Somewhere Between, diffusée sur ABC, mais la série ne dure qu'une seule saison.
En 2019, il tourne aux côtés de Sylvester Stallone, Dave Bautista, 50 Cent et Jaime King dans Évasion 3 : The Extractors de John Herzfeld et dans The Fanatic de Fred Durst. L'année suivante il est présent lors d'un épisode de MacGyver et dans le film Disturbing the Peace avec Guy Pearce.

## Filmographie

### Cinéma

#### Longs métrages
- 1994 : Les Petits Géants (Little Giants) : Junior Floyd
- 1995 : Casper de Brad Silberling : Casper
- 1995 : Souvenirs d'un été (Now and Then) de Lesli Linka Glatter : Scott Wormer
- 1997 : The Boys Club de John Fawcett : Eric
- 1997 : Beautés sauvages (Wild America) de William Dear : Mark Stouffer
- 1998 : Pas facile d'être papa (A Cool, Dry Place) de John N. Smith : Noah Ward
- 1998 : SLC Punk ! de James Merendino : Sean
- 1999 : La Main qui tue (Idle Hands) de Rodman Flender : Anton Tobias
- 1999 : Around the Fire de John Jacobsen : Simon
- 2000 : Destination finale (Final Destination) de James Wong : Alex Browning
- 2000 : Le Coupable (The Guilty) d'Anthony Waller : Nathan Corrigan
- 2002 : The Extremists (Extreme Ops) de Christian Duguay : Will
- 2002 : Slackers de Dewey Nicks (en) : Dave Goodman
- 2004 : Extreme Dating de Lorena David : Daniel Roenick
- 2006 : The Devil's Den (en) de Jeff Burr : Quinn
- 2009 : Creature of darkness de Mark Stouffer : Andrew
- 2010 : Endure de Joe O'Brien : Zeth Arnold
- 2011 : Destination finale 5 (Final Destination 5) de Steven Quale : Alex Browning
- 2011 : 388 Arletta Avenue de Randall Cole : Bill
- 2012 : Gladiators (The Philly Kid) de Jason Connery : Jake
- 2013 : La Résurrection (A Resurrection) de Matt Orlando : Travis
- 2014 : A Warden's Ransom de Mike Elliott : Vic Miller
- 2015 : Punk's Dead : SLC Punk 2 de James Merendino : Sean
- 2015 : The Exorcism of Molly Hartley de Steven R. Monroe : Père John Barrow
- 2016 : Life on the Line de David Hackl : Duncan
- 2019 : Évasion 3 : The Extractors (Escape Plan : The Extractors) de John Herzfeld : Lester Clark Jr.
- 2019 : The Fanatic de Fred Durst : Hunter Dunbar
- 2020 : Disturbing the Peace de York Alec Shackleton : Diablo
- 2021 : Hunter Hunter de Shawn Linden : Joseph Mersault
- 2021 : Black Friday de Casey Tebo : Ken
- 2022 : Gasoline Alley d'Edward John Drake : Jimmy Jayne

### Télévision

#### Séries télévisées
- 1992 / 1994 : L'odyssée fantastique (The Odyssey) : Yudo
- 1995 : Lonesome Dove : The Outlaw Years : Hank Valen
- 1995 - 1996 : Action Man : Voix additionnelles
- 2003 : Les nouvelles aventures de Spider-Man (Spider-Man) : Flash Thompson (voix)
- 2010 : NCIS : Los Angeles : Détective Matt Bernhart
- 2010 - 2013 : Nikita : Owen Elliot / Sam Matthews
- 2016 : Real Detective : Eddie Herman
- 2017 : Somewhere Between : Nico Jackson
- 2018 : Hawaii 5-0 (Hawaii Five-0) : Brad Woodward
- 2020 : MacGyver : Donovan James O'Malley
- 2021 - 2024 : Chucky : Logan Wheeler / Lucas Wheeler / Père Bryce / James Collins / Randall Jenkins
- 2022 : Hacks : Jason

#### Téléfilms
- 1993 : Sherlock Holmes Returns de Kenneth Johnson : Booth jeune
- 1996 : La nuit du cyclone (Night of the Twisters) de Timothy Bond : Dan Hatch
- 1996 : Robin de Locksley (Robin of Locksley) de Michael Kennedy : Robin McAllister
- 2015 : Broad Squad de Stephanie Savage : Patrick Byrne